# 8 Draconis
8 Draconis, som är stjärnans Flamsteed-beteckning, eller IR Draconis med egennamnet Taiyi, är en ensam stjärna i den mellersta delen av stjärnbilden Draken. Den har en genomsnittlig skenbar magnitud på ca 5,30 och är svagt synlig för blotta ögat där ljusföroreningar ej förekommer. Baserat på parallaxmätning inom Hipparcosuppdraget på ca 34,0 mas, beräknas den befinna sig på ett avstånd på ca 96 ljusår (ca 29 parsek) från solen. Den rör sig bort från solen med en heliocentrisk radialhastighet på ca 9 km/s, och beräknas ha befunnit sig på 40,6 ljusårs avstånd för ca 2,6 miljoner år sedan.

## Nomenklatur
Stjärnan har det traditionella kinesiska namnet Taiyi, från 太乙 ( Tài Yǐ ) eller 太 一 ( Tài Yī , den stora), som båda hänvisar till Tao och fick också den variabla stjärnbeteckningen IR Draconis år 2000, efter att dess variabilitet hade upptäckts med hjälp av Hipparcos fotometri. År 2016 organiserade International Astronomical Union en arbetsgrupp för stjärnnamn (WGSN) med uppgift att katalogisera och standardisera egna namn på stjärnor. WGSN fastställde namnet Taiyi för 8 Draconis den 30 juni 2017 vilket nu ingår i listan över IAU-godkända stjärnnamn.

## Egenskaper
8 Draconis är en gul till vit stjärna i huvudserien av spektralklass F1 Vm A7. Den har en massa som är ca 1,6 gånger solens massa, en radie som är ca 1,5 gånger större än solens och utsänder ca 5,8 gånger mera energi än solen från dess fotosfär vid en effektiv temperatur på ca 7 100 K. Ett överskott av infraröd strålning har observerats vid våglängder på 24 och 70 μm, vilket tyder på att en omgivande stoftskiva kretsar runt stjärnan.
8 Draconis är en pulserande variabel av Gamma Doradus-typ (GDOR), som varierar mellan fotografisk magnitud +5,26 och 5,34 med en period av 0,42450 dygn eller 10,188 timmar.